# Radikahl
Radikahl ist eine der bekanntesten deutschen Rechtsrock-Bands.

## Bandgeschichte
Die Band wurde 1988/89 unter dem Namen „Giftgas“ in Nürnberg gegründet. Wenig später benannte sie sich in Absprache mit Dirk Bocksrocker, dem Herausgeber des Skinhead-Fanzines Radi-Kahl (1989/90), um, um so „eine Einheit in Nürnberg zu schaffen“. Radikahl gehört zusammen mit Störkraft, Noie Werte, Kroizfoier und Freikorps zu den ältesten und bekanntesten deutschen Neonazi-Bands.
1991 erschien ihre erste Veröffentlichung als Demotape unter dem Titel Retter Deutschlands. Diese enthielt auch den Hakenkreuz-Song, der durch zahlreiche Erwähnungen in verschiedenen Medienberichten die Band auch außerhalb der Szene bekannt machte und noch heute zu den meistgespielten und vom Publikum gewünschten Stücken gehört. In dem Lied, das musikalisch auf das Anfangsmotiv des bekannten Trinkliedes Trink mal noch ’n Tröpfchen zurückgreift, wird mit schlichten Reimen ein offenes Bekenntnis zu Adolf Hitler und dem Hakenkreuz abgegeben, das alles in seiner Radikalität übertraf und der Band rasch Kultstatus unter den Neonazis einbrachte. Auf der im darauffolgenden Jahr veröffentlichten Debüt-CD mit dem gleichen Titel fehlt dieses Lied.
Der Sänger Manfred Wiemer, bekannter unter dem Spitznamen „Mandi“, wirkte aktiv an der Etablierung einer Neonazi-Szene im benachbarten Herzogenaurach mit, zu diesem Zeitpunkt ein bedeutender Schwerpunkt der NPD in Franken. Hier war auch der Sitz bzw. das Postfach des von Wiemer begründeten Versandhandels „Götz von Berlichingen“-Produktion (GvB), über den auch der Vertrieb der CDs und Merchandising-Artikel der Band läuft. Götz von Berlichingen war zum einen Held des fränkischen Bauernaufstandes im 16. Jahrhundert, zum anderen war im Nationalsozialismus die 17. SS-Panzergrenadier-Division nach ihm benannt. Nachdem Götz von Berlichingen im Kampf eine Hand verloren hatte, ließ er sich eine eiserne Prothese anfertigen. Diese war das Wappen der SS-Division und dient in spiegelverkehrter Abbildung als Logo für GvB-Produktionen.
1994 wurden die Bandmitglieder wegen Volksverhetzung und Verwendung von Kennzeichen verfassungswidriger Organisation zu hohen Geldstrafen verurteilt, was zum Auseinanderbrechen der Band führte. Am 6. Juli 1994 wurde ein Einziehungsbeschluss des AG Halle für Retter Deutschlands (Az.: 33 Gs 289/94) verkündet. Auch das bereits fertig produzierte neue Album von Radikahl war im Zusammenhang mit den Ermittlungen monatelang zurückgehalten worden.
Im November 1999 veranstaltete die Sektion Blood & Honour Brandenburg ein Konzert mit den Bands Max Resist (USA), Might of Rage (Sachsen), Stahlgewitter (Niedersachsen), sowie Radikahl. Im Anschluss kam es zu Sachbeschädigungen durch ca. 100 Gäste der Veranstaltung.
Manfred Wiemer, der das Projekt nun allein fortführte, zog wenig später in das thüringische Wohlsborn um. Der neue Sitz von GvB-Produktion wurde das nahegelegene Weimar. Bei Auftritten im In- und Ausland wie z. B. auf dem NPD-Open Air Rock für Deutschland am 9. Juli in Gera wurde er im Jahr 2011 von Mitgliedern der rechtsextremen Band Volkstroi aus Fürstenwalde/Spree unterstützt, die wiederum ihre Merchandise-Artikel über Wiemers Versandhandel vertreiben lassen.
2004 stellte das Landgericht Itzehoe in einem Verfahren gegen einen Musikhändler aus Schleswig-Holstein fest, dass zwei Titel auf der CD Wilde Horden den Tatbestand der Volksverhetzung erfüllen.

## Veröffentlichungen

### Offizielle Veröffentlichungen
- 1992 – Retter Deutschlands CD/LP Rock-O-Rama (indiziert[2])
- 1993 – Finde deinen Weg Demo-CD/LP Rock-O-Rama
- 1996 – Wach auf! MCD Rock-O-Rama
- 1997 – Wir geben niemals auf CD GvB Produktion (indiziert)
- 2006 – Um die Freyheit CD GvB Produktion

### Inoffiziell
- 1998 – Der morgige Tag ist mein! MCD Rock-O-Rama (Nachpressung von Wach auf ohne das Intro)

### Bootlegs
- Bomber & Radikahl Live in Brandenburg 1992 Disc 1 CD NS-Records (indiziert)
- Live in Schloss Vippach 1992 (wird Schloßvippach auf dem Cover geschrieben) CD
- Wilde Horden CD (indiziert)
- V/A – Jetzt geht’s los CD (indiziert)